# Kanawalia mieczokształtna

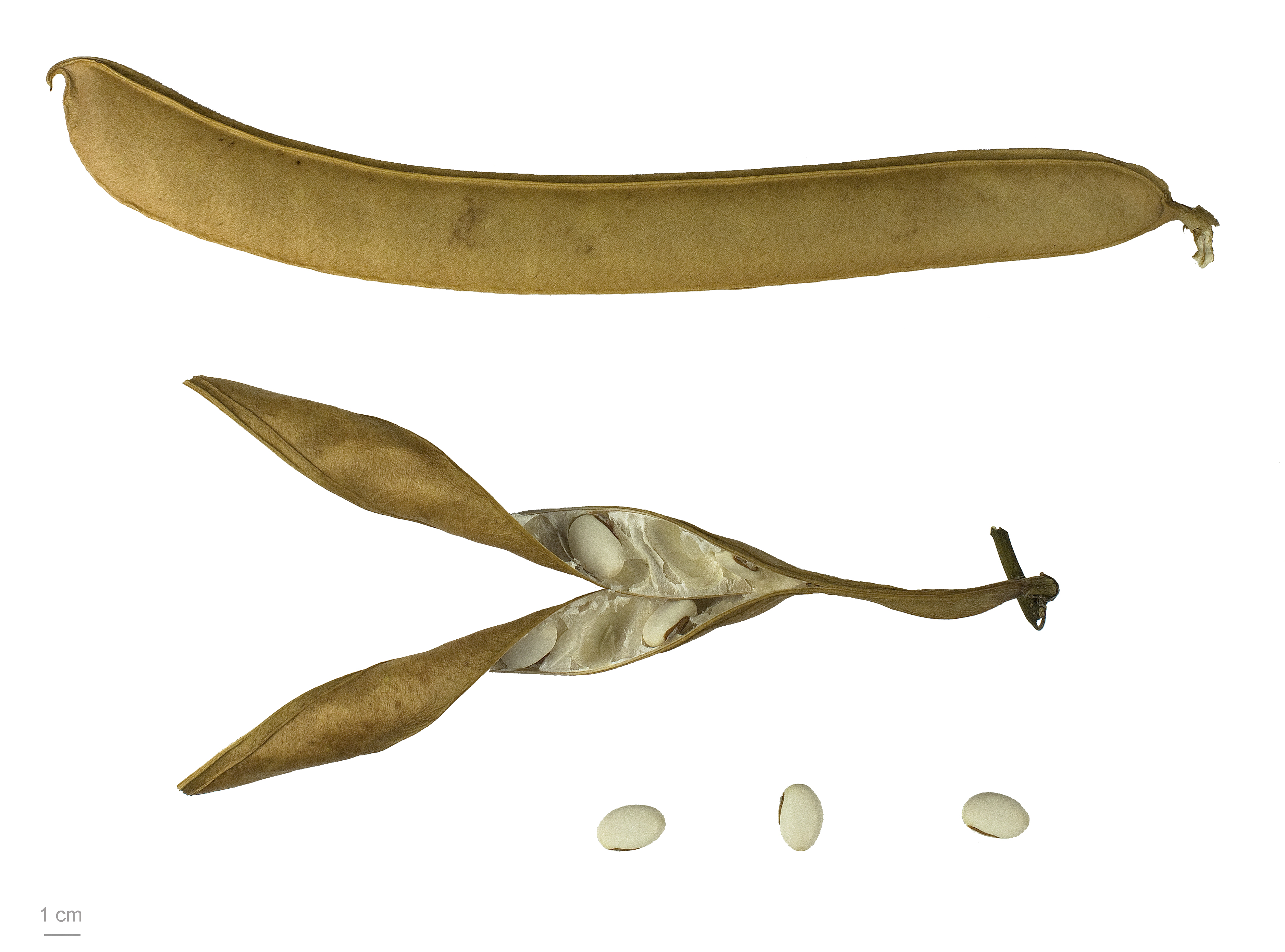
Canavalia ensiformis

Kanawalia mieczokształtna (Canavalia ensiformis) – gatunek rośliny z rodziny bobowatych, uprawiana na terenach krajów tropikalnych (Ameryka, Antyle).
Jest rośliną szczególnie bogatą w ureazę (JBU, z ang. jack bean urease). Enzym ten był pierwszym enzymem otrzymanym w postaci krystalicznej. Dokonał tego w roku 1926 amerykański chemik James Sumner, za co przyznana została mu Nagroda Nobla.

## Morfologia
Bylina lub półkrzewiaste pnącze dorastające do 12 m długości. Posiada duże, 3-listkowe liście. Kwiaty motylkowate, w kolorach białawym, czerwonawym, fioletowym. Owocem jest strąk dorastający do 75 cm długości zawierający 10-15 nasion w kolorze czerwonym, białawym lub czerwonoplamistym.

## Zastosowanie
- Jako warzywo wykorzystywane są niedojrzałe strąki (w formie dojrzałej nasiona są trujące).
- Roślina uprawiana na zielony nawóz.